# Ustrój polityczny Watykanu i Stolicy Apostolskiej
Ustrój polityczny Watykanu i Stolicy Apostolskiej – struktura organizacyjna, kompetencje i określone prawem wzajemne zależności organów państwa Watykan i Stolicy Apostolskiej.
Traktaty laterańskie zagwarantowały Stolicy Apostolskiej międzynarodową podmiotowość prawną, a także suwerenność Państwa Miasta Watykan. Najwyższym aktem legislacyjnym (ustawą zasadniczą) regulującym sytuację prawną Watykanu jest Prawo Fundamentalne. Stolica Apostolska nie posiada własnej konstytucji, jej ustrój wynika z prawa kanonicznego Kościoła katolickiego i umów międzynarodowych. Z powyższych źródeł prawa wynika, że ustrojem politycznym obu podmiotów jest monarchia teokratyczna, absolutna z tronem elekcyjnym.

## Unia Stolicy Apostolskiej z Watykanem
Stolica Apostolska jest połączona z Watykanem unią personalną i funkcjonalną. Stolica Apostolska sprawuje nad Watykanem wyłączne zwierzchnictwo oraz suwerenną władzę i jurysdykcję. Stolica Apostolska ma swoją siedzibę w Watykanie, z charakterystyki jednak tego specyficznego podmiotu wynika, iż nie jest ona przypisana do żadnego konkretnego miejsca, jej siedzibą jest miejsce zamieszkania papieża.

## Głowa państwa
Najwyższą władzę w Państwie Watykańskim sprawuje papież (aktualnie Leon XIV), który ma w swoich rękach pełnię władzy wykonawczej, ustawodawczej oraz sądowniczej. Jest on także głową Stolicy Apostolskiej, podmiotu prawa międzynarodowego, nierozerwalnie związanego z osobą papieża i utożsamianą z nim. On sam wybierany jest na dożywotnią kadencję na konklawe przez Kolegium kardynałów, które wspomaga go w kierowaniu Kościołem i zarządzaniu Stolicą Apostolską. Zgodnie z Prawem Fundamentalnym papież jest Suwerenem Państwa Miasta Watykan i Najwyższym Kapłanem. Papież nie może zostać przez nikogo odwołany, jednakże może zrezygnować z urzędu. Jego śmierć lub rezygnacja rozpoczyna okres sede vacante. Wtedy kardynał kamerling pełni funkcję tymczasowej głowy państwa do czasu wyboru nowego papieża. Natomiast Kolegium kardynałów może w tym czasie wydawać niezbędne akty prawne, które mają charakter tymczasowy, jeżeli nie zatwierdzi ich nowo wybrany papież.

## Władza wykonawcza i ustawodawcza

### Sekretariat Stanu
Drugą osobą po papieżu, odpowiedzialną za całość polityki Stolicy Apostolskiej i Watykanu, jest sekretarz stanu kierujący pracami składającego się z dwóch sekcji Sekretariatu. Pierwsza z nich zajmuje się pomocą papieżowi w sprawach ogólnych i codziennych obowiązkach. Druga ma za zadanie dbanie o stosunki z innymi krajami, a jej kompetencje dotyczą cywilnych spraw zagranicznych Stolicy Apostolskiej i Państwa Watykańskiego.

### Gubernatorat Państwa Watykańskiego
Prezydent Gubernatoratu Państwa Miasta Watykańskiego zastępuje papieża w pełnieniu roli szefa państwa w Watykanie. Kieruje on urzędem zwanym Gubernatoratem, który jest najwyższą instytucją wykonawczą. Zarządza on i administruje państwem. Wyłączone spod jego władzy są jedynie kwestie zastrzeżone Sekretariatowi Stanu (sprawy zagraniczne), czy innym urzędom.
Papieska Komisja Państwa Watykańskiego (której przewodniczącym jest z urzędu Prezydent Gubernatoratu) jest natomiast jedynym ciałem legislacyjnym. Jest ona powiązana funkcjonalnie z Gubernatoratem, który stanowi jej zaplecze techniczne i wykonawcze. Wszystkie jednak jej akty prawne są przekładane, za pośrednictwem Sekretariatu Stanu, papieżowi do zatwierdzenia.

### Polityka finansowa
Nad finansami Stolicy Apostolskiej i Watykanu czuwa Rada Ekonomiczna (decydująca o polityce finansowej) i stanowiący jej organ wykonawczy – Sekretariat ds. Ekonomicznych.

## Sądownictwo
Papież posiada prawo łaski w każdej ze spraw toczących się w instancjach mu podległych.

### Stolica Apostolska
Trybunałami Stolicy Apostolskiej są:
- Rota Rzymska,
- Najwyższy Trybunał Sygnatury Apostolskiej,
- Penitencjaria Apostolska.

### Watykan
W imieniu papieża władzę sądowniczą w Watykanie sprawują:
- pojedynczy sędzia,
- trybunał pierwszej instancji,
- sąd apelacyjny (przewodniczy mu z urzędu Dziekan Roty Rzymskiej),
- sąd kasacyjny (przewodniczy mu z urzędu Prefekt Sygnatury Apostolskiej).